# Jau-Dignac-et-Loirac
Jau-Dignac-et-Loirac é uma comuna francesa na região administrativa da Nova Aquitânia, no departamento da Gironda. Estende-se por uma área de 41,8 km². Em 2010 a comuna tinha 970 habitantes (densidade: 23,2 hab./km²).